# Trochalus subrotundus
Trochalus subrotundus är en skalbaggsart som beskrevs av Linell 1895. Trochalus subrotundus ingår i släktet Trochalus och familjen Melolonthidae. Inga underarter finns listade i Catalogue of Life.